# Pimen (Piegow)
Pimen, imię świeckie Pawieł Grigorjewicz Piegow (ur. 14 października?/26 października 1875 w guberni ufimskiej, zm. 1942 w Kupiańsku) – rosyjski biskup prawosławny.

## Życiorys
Ukończył seminarium duchowne w Ufie (1895), po czym przez dwa lata pracował w miejscowej niższej szkole duchownej. Następnie podjął wyższe studia w Kazańskiej Akademii Duchownej, które ukończył w 1901 z tytułem naukowym kandydata nauk teologicznych. W czasie studiów złożył wieczyste śluby mnisze przed rektorem Kazańskiej Akademii Duchownej, przyjmując imię Pimen. 6 marca 1898 został wyświęcony na hierodiakona, zaś 2 lutego 1900 – na hieromnicha. Po uzyskaniu końcowego dyplomu został nauczycielem języka rosyjskiego w starszych klasach seminarium oraz historii biblijnej w klasach młodszych. Od 1903 był asystentem nadzorcy szkoły. Od 1904 do 1906 był nadzorcą szkoły duchownej w Solikamsku, zaś od 1906 do 1907 – w Bugurusłanie. W 1907 otrzymał godność archimandryty. W tym samym roku objął obowiązki rektora seminarium duchownego w Tyflisie, które pełnił przez cztery lata.
13 lutego 1911 przyjął chirotonię biskupią i został biskupem bakijskim, wikariuszem egzarchy Gruzji. W obrzędzie w charakterze konsekratorów wzięli udział egzarcha Gruzji, arcybiskup kartliński i kachetyński Innocentym, biskupi gorijski i megrelski Leonid, imeretyński Jerzy, alawerdzki Dawid i piatigorski Arseniusz. Już w 1912 jego tytuł uległ zmianie na biskup erywański. W 1914 był locum tenens całego Egzarchatu Gruzińskiego. W 1915 został przeniesiony do eparchii podolskiej w charakterze jej wikariusza z tytułem biskupa bałckiego. W 1918 został ordynariuszem eparchii podolskiej, zaś w 1921 otrzymał godność arcybiskupią.
W 1923 przeszedł do Żywej Cerkwi i w jej ramach przyjął tytuł metropolity. Od 1923 do 1935 był metropolitą charkowskim w tejże jurysdykcji, następnie w 1935 objął katedrę kijowską. Od 1927 był przewodniczącym Synodu Żywej Cerkwi na Ukrainie. W ukraińskich strukturach Żywej Cerkwi wprowadził zakaz powtórnych małżeństw duchownych (funkcjonujący w kanonicznych Kościołach prawosławnych) i zabronił białym duchownym obejmowania urzędów biskupich. Z tego powodu w 1935 został usunięty z Synodu. Wrócił wówczas do kanonicznego Rosyjskiego Kościoła Prawosławnego i w 1935 został ponownie arcybiskupem podolskim i bracławskim. Porzucenie Żywej Cerkwi stało się przyczyną jego aresztowania. Jeszcze w tym samym roku został uwięziony pod pretekstem utrzymywania nielegalnych kontaktów z zagranicą. Zmarł w więzieniu w 1942.